# Championnats du monde d'aquathlon 2022
Navigation
Édition précédente Édition suivante
Les championnats du monde d'aquathlon 2022, vingt-quatrième édition des championnats du monde d'aquathlon, ont lieu le 18 août 2022 à Šamorín en Slovaquie. Ils sont organisés par la Fédération internationale de triathlon (ITU).

## Résultats[1]
| Distances course (kilomètres) | Distances course (kilomètres) |
| Natation                      | Course à pied                 |
| ----------------------------- | ----------------------------- |
| 1                             | 5                             |

| Rang               | Athlète                      | Pays | Temps       |
| ------------------ | ---------------------------- | ---- | ----------- |
| Médaille d'or      | Márk Dévay                   |      | 28 min 54 s |
| Médaille d'argent  | Kevin Tarek Viñuela Gonzalez |      | 29 min 9 s  |
| Médaille de bronze | Márton Kropkó                |      | 29 min 13 s |

| Rang               | Athlète       | Pays | Temps       |
| ------------------ | ------------- | ---- | ----------- |
| Médaille d'or      | Céline Kaiser |      | 32 min 51 s |
| Médaille d'argent  | Márta Kropkó  |      | 33 min 17 s |
| Médaille de bronze | Maryna Kyryk  |      | 33 min 22 s |